# TILEPro64
A TILEPro64, stilizáltan TILEPro64, egy VLIW utasításkészlet-architektúrájú többmagos processzor (csempés felépítésű processzor) amelyet a Tilera cég gyártott. Ez egy koherens gyorsítótárral ellátott szövevényes hálózatba szervezett, 64 „csempéből” áll, amelyben minden egyes csempe egy általános célú mikroprocesszor, gyorsítótárral és egy nem-blokkoló routerrel kiegészítve, amit az adott csempe a processzoron lévő többi csempével történő kommunikációra használ.
A rövid futószalagos, sorrendi végrehajtású, három utasítás kibocsátására képes magok egy VLIW utasításkészletet valósítanak meg (64 bites csomagokkal, ezekben 3 utasítással). Az utasításkészlet, elődjéhez hasonlóan, RISC típusú, a MIPS processzoréhoz hasonlít.
Felépítése nagyon hasonlít a TILE64 processzorhoz. Mindegyik magnak van egy regisztertára és három műveleti egysége: két fixpontos (integer) aritmetikai-logikai egység (ALU) és egy betöltő-tároló egység, az összesen három. Mindegyik mag („csempe” vagy „mozaiklap”) saját L1 és L2 gyorsítótárral rendelkezik, ezen felül pedig egy összesített virtuális L3 gyorsítótárat is elér, amely az összes L2 gyorsítótár egyesített nézete / aggregátuma.
Mindegyik mag önmagában képes egy teljes operációs rendszer futtatására, vagy akár több mag is használható egy szimmetrikus multiprocesszoros operációs rendszer futtatásához.
A TILEPro64 tartalmaz négy DDR2 vezérlőt, amelyek max. 800 MT/s átviteli sebességet biztosítanak, két 10 gigabites Ethernet XAUI interfészt, két négy sávos PCIe interfészt, és egy „rugalmas” (flexibilis) be-/kimeneti interfésszel is rendelkezik, amely szoftveresen konfigurálható többfajta protokoll kezelésére. A processzor 90 nm-es folyamattal készül, és változatainak órajele 600-tól 866 MHz-ig terjed.
A Tilera ezzel a processzorral a hálózati berendezések, digitális videó és a vezeték nélküli infrastruktúra területeit célozta meg, amelyekben a számítástechnikai feldolgozás iránti igények magasak. A Tilera ezt a processzort a felhőalapú számítástechnika területén egy 8 processzoros (512 magos) 2U kiszolgálóval (server) mutatta be, amelyet a Quanta Computer, egy korai megrendelő épített.
A TILEPro-t a Linux kernel a 2.6.36-os verziótól a 4.16-os verzióig támogatta.
A TILEPro64-nek létezik egy 36 magos verziója, az ugyancsak 2008-ban megjelent TILEPro36. Ez 6 × 6 processzormagot tartalmaz, órajele 500 MHz, és 2,8 MiB csipre integrált gyorsítótára van. Teljesítménye 144 milliárd (32 bites) művelet másodpercenként.
|  |  |

## Technológia
A TILEPro családba tartozó processzorok specifikációiról a különböző források az alábbiakat közlik:
- 64 RISC processzormag (a TILEPro36-ban 36)
  - 16 KiB L1 utasítás és 8 KiB L1 adat-gyorsítótár magonként
  - 64 KiB L2 gyorsítótár magonként
- A csempék a 4 MiB L3 gyorsítótárat más csempék megosztott L2 gyorsítótárain keresztül érik el, hardveresen kezelt koherenciával
- 90 nm-es gyártási folyamat a TSMC-nél
- 4 integrált DDR2-t támogató memóriavezérlő, max. 800 MT/s
  - Legfeljebb 64 GiB csatlakoztatott DDR2 memóriát támogat
- Integrált nagy sebességű be-/kimenet
  - Két 4 sávos PCI Express Gen1 interfész, root/gyökér vagy végponti képességgel
  - Két 10 Gbit/s Ethernet XAUI hálózati interfész
  - Két 10/100/1000 Mbit/s Ethernet RGMII interfész
- Energiafogyasztása: 19 - 23 Watt között

A TILEPro család számos továbbfejlesztést tartalmaz a Tilera első generációs TILE64 családjához képest:
- „Elosztott dinamikus gyorsítótár” (Distributed Dynamic Cache, DDC) rendszer, ami egy különálló szövevényes hálózatot használ a gyorsítótár-koherencia kezelésére
- „TileDirect” be-/kimeneti technológia, lehetővé teszi a hálózati adatok közvetlen, koherens átvitelét a processzor-gyorsítótárakba
- Kétszeresére növelt L1 utasítás-gyorsítótár (8 KiB-ról 16 KiB-ra), az L2 asszociativitása is kétszeresére nőtt
- Memória „csíkozás” a DDR2 interfészeken a betöltési terhelés kiegyensúlyozására
- A multimédiás utasításkészletet érintő fejlesztések, nem igazított adathozzáférés, eltolással (offset) ellátott betöltő/tároló utasítások és memóriahozzáférési tippek

A hálózati szoftvereket fejlesztő 6WIND szoftvercég nagy teljesítményű csomagfeldolgozó szoftvert biztosít a TILEPro64 platformhoz.

## Rövid történet
A Tilerát 2004-ben alapította Anant Agarwal, Devesh Garg és Vijay K. Aggarwal.
A cég 2007 augusztusában dobta piacra a TILE64 processzort, majd 2008-ban ennek továbbfejlesztett változatát, a TilePro64-et. 2014 júliusában a Tilerát felvásárolta az EZchip Semiconductor, 130 millió dollárért. Az EZchipet később felvásárolta a Mellanox, majd azt az Nvidia. Az Nvidia a Tilera szövevényes összekapcsolási technológiáját a BlueField termékcsaládjába integrálta, amely ARM-magokat is tartalmaz.

## Fordítás
Ez a szócikk részben vagy egészben  a   TILEPro64 című angol Wikipédia-szócikk ezen változatának fordításán alapul.  Az eredeti cikk szerkesztőit annak laptörténete sorolja fel. Ez a jelzés csupán a megfogalmazás eredetét és a szerzői jogokat jelzi, nem szolgál a cikkben szereplő információk forrásmegjelöléseként.